# 2006 (szám)
A 2006 (kétezer-hat) (római számmal: MMVI) a 2005 és 2007 között található természetes szám.

## A matematikában
A tízes számrendszerbeli 2006-os a kettes számrendszerben 11111010110, a nyolcas számrendszerben 3726, a tizenhatos számrendszerben 7D6 alakban írható fel.
A 2006 páros szám, összetett szám, szfenikus szám. Kanonikus alakja 21 · 171 · 591, normálalakban a 2,006 · 103 szorzattal írható fel. Nyolc osztója van a természetes számok halmazán, ezek növekvő sorrendben: 1, 2, 17, 34, 59, 118, 1003 és 2006.
Nonkotóciens szám.
Egyetlen szám valódiosztó-összegeként áll elő, ez a 4006.